# 大神田正文
大神田 正文（おおかんだ まさふみ、1968年9月12日 - ）は、日本の起業家。山梨県出身。マザーズ第1号として上場していた暴力団のフロント企業、リキッド・オーディオ・ジャパン（LAJ）元社長。

## 概要
山梨県立都留高等学校を経て、1990年、東京大学工学部在学中にフューチャーキッズジャパンを設立し、起業。その後スーパーステージ、インターネットコミュニケーションズ代表取締役、ミュージック・シーオージェーピー代表取締役を経て、1999年11月にリキッド・オーディオ・ジャパン社長に就任。2000年のマザーズ上場記念パーティーは5000万円をかけ、浜崎あゆみ、小室哲哉、モーニング娘。、つんく、伊秩弘将、藤原紀香、鈴木あみ、SPEED、ラモス瑠偉、岡野雅行らが出演し、テレビ局やレコード会社などの大手メディアは祝辞を寄せた。2000年5月16日、東証ARROWSでの会社説明会にて右手の指が5本欠落している事を、「幼稚園の頃、事故に遭ったためで、暴力団にやられたわけではない」とした。また、インターネットの掲示板や雑誌などで噂されていた暴力団関係とのつながりなどについて質問をされたさいに「平成6年から7年まで在籍していたことは確かだが従業員ではない。当時は有限会社大神田商事で経理を手掛けていただけで違法行為はなかった。暴力団関係の会社とは知らなかった、フロント企業だったかどうかわからない」と述べた。しかし、逮捕時の家宅捜索で複数の指定暴力団住吉会系組幹部の名刺が押収されている。また、指定暴力団・六代目山口組の2次団体後藤組のフロント企業、自動車販売業者パパイノエールに総務部長の肩書で勤務していた事も明らかになる。

## 経歴
| 年   | 月 | 日 | |
| ---- | -- | -- | --- |
| 1987 | 3  | ?  | 山梨県立都留高等学校理数科卒業 |
| 1990 | 2  | ?  | 東京大学3年生時に米国FC企業（コンピュータスクールを経営）と日本におけるマスターライセンス契約を締結して、知人とともに起業。                                                                             |
| 1990 | 3  | ?  | フューチャーキッズジャパン設立、取締役。 |
| 1991 | 3  | ?  | 東京大学工学部卒業。 |
| 1994 | 8  | ?  | スーパーステージ入社。 |
| 1997 | 12 | ?  | インターネットコミュニケーションズ代表取締役。 |
| 1999 | 4  | ?  | ミュージック・シーオージェーピー代表取締役。 |
| 1999 | -  | -  | 4月下旬から5月半ばにかけ、内装工および暴力団員にLAJの役員への襲撃を依頼。 |
| 1999 | 6  | 9  | LAJの役員の渡米を阻止するために、5人の男に指示して都内の病院から車で拉致。千葉、神奈川、山梨県内を連れ回し、ラブホテル客室で目隠しをして手錠をはめて監禁。クレジットカードや現金4万円入りの財布も奪う。 |
| 1999 | 6  | 11 | 山梨県内の山林でLAJ役員を暴行の上、放置。 |
| 1999 | 7  | 7  | 大神田ら6人が、LAJの元役員を麻布十番の駐車場で殴るけるの暴行を加える。車に監禁しようとするが失敗。 |
| 1999 | 11 | 15 | 大神田らがスーパーステージと取引があったJT子会社で印刷子会社のジェイティープロスプリント営業企画部長をワゴン車で拉致しようとする。                                                                      |
| 1999 | 11 | 15 | LAJの社長に就任。 |
| 1999 | 12 | 22 | 代表取締役社長を務めるLAJが東京証券取引所マザーズに第1号銘柄として上場。上場に関しては当時最年少（上場時31歳4ヶ月）・最短（会社設立から1年4ヶ月）記録。                                                 |
| 2000 | 3  | ?  | 大神田とスーパーステージ社長が渋谷区のレストランで指定暴力団山口組系フロント企業の社長や山口組系組長、大手芸能プロダクション社長らと会食。                                                              |
| 2000 | 4  | 5  | 午後2時にライバル関係にあったゲームソフト販売会社デジキューブ本社ビルに2発の銃弾が撃ち込まれる事件が発生。                                                                                              |
| 2000 | ?  | ?  | LAJの元役員が逮捕監禁事件で被害届を提出。また、LAJの上場引き受けを断った大和証券のグループ会社元部長が襲撃される。                                                                                      |
| 2000 | 9  | 12 | 暴力団との交友が取りざたされ、LAJ社長を辞任。 |
| 2000 | 10 | 25 | LAJの元役員への暴力行為等を主導（実行犯ではなく首謀者）の容疑で逮捕。 |
| 2000 | 11 | 14 | 暴力行為容疑で再逮捕。 |
| 2001 | 3  | 14 | 暴力行為容疑で3度目の再逮捕。 |
| 2003 | 5  | 21 | 元役員への暴行など刑法犯で共謀共同正犯（実行犯ではない）として懲役3年の刑が確定となる。一審、二審、最高裁と一貫して完全無罪を最後まで主張していたので情状酌量はなかった。                               |
| 2003 | 6  | 25 | 代表取締役を務めていた2社及び本人が自己破産を申請、同年11月免責となる。 |
| 2005 | 2  | 1  | 仮釈放となり、同年10月25日仮釈放終了。 |